# 鉄腕アトム (アニメ第2作)
鉄腕アトム (アニメ第2作)（てつわんアトム）では、手塚治虫原作の漫画『鉄腕アトム』のアニメ化作品第2作について解説する。
日本テレビとその系列局にて、1980年（昭和55年）10月1日から1981年（昭和56年）12月23日まで放送。全52話。
権利者である手塚プロダクションは放映開始年の西暦表示で『鉄腕アトム(1980)』としている。他に一般では、現在のところ、シンプルに『鉄腕アトム』のタイトルで製作されたカラー作品としては唯一であるため、1963年放映開始のモノクロ作品である第1作とは、カラー版と言い分けられることが多い。また、2003年放送開始の『アストロボーイ・鉄腕アトム』以降の作品はすべて平成以降に製作されたことから、昭和カラー版とも称される。

## 概要

### 企画
旧虫プロダクションが制作した第1作の内容に不満を持っていた原作者の手塚治虫が、手塚プロダクションで新たにアトムの誕生からリメイクするために制作したシリーズ作品である。第1作が基本的にモノクロ作品であまり再放送がなく、日本国外での放送がないこともリメイクの理由に挙げられている。ただし、本作の放送と同時期においても、KBS京都とサンテレビで第1作の再放送が行われていた。また、本作の放送開始後には中華人民共和国で第1作が放送された。

### リメイクの難航
リメイク企画は1970年、1971年に持ち上がり、1972年3月から小学館の『小学一年生』『小学四年生』4月号から1973年3月号まで実写ドラマ企画と連動した漫画を手塚は連載したが実現に至らなかった。この実写によるリメイク企画は少女がアトムに扮することが予定され、学年雑誌連載版のアトムのデザインも少女が扮することを前提に新しくアレンジされていた。この実写企画は検討用のスチル写真が残されている。
改めて企画が始動したのは1974年の事だった。最初は映画にするという話もあったが、『鉄腕アトム』は技術的にテレビ向けだからやはりテレビアニメでとなり、第1作を放送したフジテレビに企画に持ち込んだ。しかし企画は変更を余儀なくされ、1977年から放送の『ジェッターマルス』になった。同作は手塚プロの制作ではなく、手塚は直接現場に関わらない原作者のポジションでの東映動画の制作だった。
リメイクをなかなか実現できなかったのは、第1作のスポンサーで『鉄腕アトム』のマーブルチョコレートで大ヒットを飛ばした明治製菓が菓子の権利を引き続き保持し続けたため、他の製菓会社がスポンサーにつけなかったことなどによる。
第1作の終了自体、スポンサーである明治製菓の判断が一因であり、リメイクにあたっても同社がスポンサーにつく必要があるため、当初は『鉄腕アトム』の続編企画だった『ジェッターマルス』もその点がネックとなった。『ジェッターマルス』のチョコレート菓子を販売したのは明治製菓でなくシスコだった。
第1作に不満があった手塚としては『ジェッターマルス』のような形ではなくストレートなリメイクが念願だった。難航していた本作の企画が実現したのは日本テレビが1978年の第1回から『24時間テレビ 「愛は地球を救う」』内で放送していた手塚治虫スペシャルアニメが好評だったためである。当時の日本テレビは『太陽の使者 鉄人28号』や『あしたのジョー2』『新・ど根性ガエル』など旧作をリメイクすることに積極的だったことも後押しとなった。これらのリメイクアニメは全て日本テレビの吉川斌プロデューサーが企画担当である。
1978年から1980年にかけてリメイクに伴う鉄腕アトムの商標は、手塚プロと明治製菓で権利を分散する形で出願と登録がなされた。菓子とパン、調味料と乳製品、それに玩具や生活用品などは手塚プロが出願して登録され、明治製菓はそれ以外の食品や飲料などを商標登録した。
そして本作は明治製菓がスポンサーについて放送された。担当の広告代理店は、日立、サッポロビール、タカラが博報堂、明治製菓が第一広告だった。

### 制作
第1作と同じく、手塚治虫自らが脚本・絵コンテ・演出・原画担当のスタッフとして参加していた。
第1作よりもアクションシーンをかなり重視した作品となったが、9回にわたって繰り広げられた「アトム対アトラス」シリーズの回のように、「心を持つロボット」というテーマは本作でも健在である。また、手塚自身が脚本・演出を手がけた最後の鉄腕アトム作品でもあり、手塚らしいユーモアのある物語や演出が随所に見られる。本作では第1話の設定年代は2030年となっており、原作のアトム誕生の年である2003年、およびアニメ第1作の設定2013年のいずれからも変更されている。
声優陣は当時の慣習として放送局が変わる毎に声優を一新するのが定番だったが、手塚の希望でアトム役の清水マリとお茶の水博士役の勝田久のみ前作から続投した。
タイトルロゴは、原作では『アトム大使』第4話（アトム初登場回）のタイトルロゴのイメージの名残として、「ト」の飛び出している画が波線状になっているものとされ、そのまま第1作でも使われていたが、本作では曲線部分を極力排除したデザインにリファインされた。本作以降、手塚自身の著作でもこちらのロゴが使われるようになり、講談社・手塚治虫漫画全集の内扉にもこれが使われている。後の『鉄腕アトム』シリーズのタイトルロゴはこの直線タイプから発展したものになる。
OPは当初樋口康雄に依頼したものの、デモテープを契約交渉していた海外のバイヤーに聞かせた所、「これのどこがアトムなんだ？」とかなりの不評で没になり、前作のOPを現代風にアレンジの上で使用し、本編中にも様々なアレンジで使用したが視聴者からは何故原曲をそのまま使わなかったのかという苦情が原作者の手塚や放送局によせられたという。

### 放送
日本テレビがプロ野球シーズン中に編成する『NTV水曜ナイター』の影響で放送休止回数は多かったものの、当初から4クール・全52話制作ということで話が進められていたため、休止した分だけ放送期間が延びる形となった。
1981年末に放送の最終回では、手塚治虫本人がメッセージを述べる実写映像が冒頭に流された。この映像は手塚の依頼により、息子の手塚眞によって撮影された。ただし、当該回のエンディングには玉手久也が撮影担当としてクレジットされており、眞は演出担当となっている。

## 登場人物
説明のない登場人物については登場キャラクターを参照。

### 主な登場人物
アトム
声 - 清水マリ
本作のアトムのエネルギー源はエネルギーカセットなるものに変更された。この物体に核融合エンジンの核燃料となる重水素が充填されている。アニメ第1作の原子力（核分裂）エネルギーから本作では核融合エネルギーへと、アトムの動力源も時代に合わせて変化している。なお、本作では排泄も行い、胸部を展開して廃油等を庭先などで摘出したあとにレザーブラストで焼却している。
作られた最初は原作通りトビオとして育てられたが、天馬博士に売られるのではなくアメリカ行きの船で些細な事から喧嘩、彼自身が騙された結果としてサーカスに無料で買い取られた。その際、原因は不明だがサーカスより前のトビオ時代の記憶を失っている。
アトラスとは同じ設計図を土台として作られた兄弟機であり、アトムの方が先に作られたがアトラスが大人の外見だった為真実を知った際には「兄さん」と呼んだ。
天馬博士
声 - 大木民夫
アトムの生みの親。彼がアトムを制作にかかる動機が他のシリーズと若干違っており、物語導入が「最初から『感情をも再現できる人間型ロボット』というプロジェクトが存在する」という形になっていて、天馬博士がトビオを放置している原因がこれとなっている。また、同時にこの時点で天馬博士自身がプロジェクトが失敗続きで、その上スカンク草井の挑発もあって心身不安定気味だった。4号機まで失敗した後、5号機の制作に取り掛かるにあたって、トビオの意見に縋るかたちでこれが「子供型ロボット」と決定する（この時点では、まだトビオのコピーとすることも、10万馬力の出力と“7つの威力”を備えることも決定されていない）。
その制作の最中にトビオがロボットカーで事故を起こして死亡し、悲嘆に暮れたことで、この試作5号機を「トビオの再現」に繋げていくこと、子供型アンドロイドには過ぎた10万馬力の力と“7つの威力”を備えさせる。しかし、独裁者然として独善的に振る舞う他のシリーズの天馬博士と異なり、部下からは「このロボットが完成したら悪魔の誕生になる」と批判の声が上がったり、更には上司である首相から計画中止を言い渡されたりと、自身の理想と他からの圧力とに板挟みになったりもしている。
しかし、結局は5号機をトビオに重ね合わせる想いに逆らえず、首相からの中止命令が出たその日の夜に1人で最終組立を終え、独断で起動させてしまう。（おそらくは処分したと装って）自宅に連れ帰り、トビオとして育てる。トビオが人間のように肉体が成長しない事に不満を抱くことはなく、むしろ前シリーズ同様当初はカタログスペックに反して上手く動けない“トビオ”（アトム）が、人間のように動けるようになっていく“内面的な成長”を満足そうに見守っているという、他のシリーズにおける彼のアンチテーゼ的な行動を採る。
だが、“トビオ”のスーパーコピーとし、オメガ因子を組み込んだアトラスの初回起動の際、その知能回路が“トビオ”のそれと共振を起こしたことで、一時的に“トビオ”が自我を失って暴走を始めてしまう。その事に気付いた彼と科学省での側近に当たる技術者2名とでロボット回収車で出動するも、分解処分を主張する部下に対し、「あの子を分解するなんてとんでもない」と、最後まで抵抗する。結果的に部下との間でロボット回収車の異常操作を続けたため、今度はロボット回収車が暴走してしまう。その彼の悲鳴を聞きつけた“トビオ”は彼等を脱出させ、余波で炎上したマンションから逃げ遅れた人々を救出し、無人で暴走し続けるロボット回収車を破壊して海に投棄した。
これがきっかけで天馬博士は“トビオ”の存在が日本政府に既知のものになったと判断すると、“トビオ”の安全の為にアメリカに逃げることを考えつく。結局“トビオ”と別れることになる寸前まで、彼は“トビオ”を自慢の息子と断言していた。
アメリカへの逃避行の際、船中で癇癪を起こし“トビオ”と離れてしまう（若干彼が理不尽気味ではあったが、実際の親子でもまあある程度の諍い）。その最中に“トビオ”がハム・エッグに騙され、身売り当然の契約書にサインさせられてしまう。その後、乗船が氷山との接近したことで“トビオ”が対応したことや、そこへアトラスの襲撃などがあり、甲板で身動きが取れなくなったところをハム・エッグが強引に連れ去ってしまう。その時、“トビオ”を探して通路を彷徨う彼の言葉に対し、“トビオ”も最後まで“父”に助けを求め続けた。
しかし、その後彼は消息不明扱いとされ、アトムが“トビオ”としての記憶を失ったこともあり、ついに再会は叶わなかった。第3話以降、彼が直接登場することはなくなる。“天馬博士”としての業がもっとも薄い彼がこの様なかたちで退場することになるという皮肉になっている。その後、何度か名前だけは登場し、お茶の水博士もその技術の高さを褒めるというフォローは入っている。
お茶の水博士
声 - 勝田久
ウラン
声 - 菅谷政子
原作よりキャラクターが掘り下げられており、乱暴過ぎて問題を起こす、教育方針で両親が揉めるなどしている。
ヒゲオヤジ
声 - 熊倉一雄
アトムのパパ
声 - 桑原たけし
原作と違いお茶の水博士製。頭に突起が追加された。
アトムのママ
声 - 日比野美佐子
パパと同じくお茶の水博士製。原作・アニメ第1作の黒髪の日本風美女から茶髪の西洋風美女へとデザインが大きく変更された。外見は27歳程度。
ジャンプ
声 - 横尾まり

田鷲警部
声 - 永井一郎
中村刑事
声 - 屋良有作
本田
声 - 高島雅羅
科学省職員で長官助手を務めるクールな才媛。第１話では天馬博士の助手を務めていたが、科学省長官にお茶の水博士が就任した後は彼の助手になる。

### アトムの仲間達
手塚ケンイチ
声 - 滝沢久美子
学級委員長。
四部垣
声 - たてかべ和也
ガキ大将。原作の丸刈り頭ではなく「アトム今昔物語」の帽子を被った姿に近い。
大目玉男
声 - 松岡洋子
林ミドリ
声 - 島津冴子
クラスメートの女の子。3年2組の人気者。髪型はツインテール。

### アトムと戦ったライバル・悪者
アトラス
声 - 北條美智留（少年型：第2話） → 森功至（青年型：第5話以降）
原作に一度だけ登場した同名の「悪の心であるオメガ因子を持つロボット」の設定を膨らませた、本作オリジナルのキャラクター。
ワルプル・ギス男爵（声 - 森山周一郎。モデルは原作のブルグ伯爵）が非合法で入手したアトムの設計図を元にして制作、オメガ因子を取り付けた悪のロボット。当初はアトムと同様の少年型であり、ギス男爵の命令で悪事を働かされていたが、ロボットを物扱いして虐待するギス男爵が、姉代わりだったリビアンを破壊した際に怒りを覚えて反抗。その後、自分自身を青年型のロボットに改造し、ロボットを虐待している人間への復讐としてさまざまなテロ活動を起こすようになり、アトムとは何度も対決することになる。地球上のあらゆる森羅万象に通じている、自らを「神と同じ」と自認しており、アトムに借りを返すため人間に治せなかった犬の治療薬を開発し、獣医に渡した（第26話）。また、お茶の水博士は人類とは異なる仕様で電子回路を開発するアトラスを「大変な天才」と評している（第29話）。第38話でアトムと兄弟であることを知る。居城クリスタルを駆使して磁力場飛行で宇宙空間や地中までも移動できる。エネルギーを吸収する電磁剣「ゼロ・セイバー」を佩き、ロボット白馬に騎乗して現れる。アトム同様に指先からレザーブラストを放つほか、切り札としてロボットの電子頭脳を狂わせる三次元振動波を額に装備している。青年型の推進ノズルは両脇の下にある。
劇中ではオメガ因子について「ロボットの悪の心」としか語られておらず詳細は不明。
最後は弟アトムから受けた借りを返すため、また自分の存在を敵に轟かせるため、地球をアトムに任せ自らは宇宙からの侵略者の本隊に特攻をかける。クリスタルから小ブラックホールを発生させ、侵略者から地球を救った。
リビアン
声 - 横沢啓子（現・よこざわけい子）
ワルプル・ギス男爵の屋敷にいた侍女ロボット。生まれたばかりのアトラスの姉代わりとなるが、些細な失敗を理由にギス男爵に破壊され、それがアトラス謀反のきっかけとなる。後にアトラスによって修復される。アトラスにとって唯一の心の支えであり居城クリスタルで大切に扱われるが、オメガ因子を持たないため人間に反乱を起こそうとするアトラスの言動を理解できず、常に制止しようとする。第29話では「オペレーション・ノア」を断行するアトラスがグリーンランドに在陣している隙にクリスタルを脱出、アトムに通知した。第38話でギス男爵からアトムとアトラスが同設計図を基にした兄弟であることを聞かされ、アトラスに伝える。第42話ではアトムにも打ち明けた。最後、人類と弟を救うために侵略者に特攻をかけるアトラスから退去を命じられるが、自らの意志で彼に寄り添い共に宇宙に消える。
スカンク草井
声 - 加藤精三
デッド・クロス殿下
声 - 寺島幹夫
グラービア国のラグ大統領を狙う秘密組織「デッドクロス党」の首領。
なお原作では、素顔はラグと瓜二つで、グラービア国大統領になるべくラグを教育するも、ラグが反逆して大統領に就任したためにラグを狙う様になり、また最後は自害しようとするもアトムに助けられて観念し御用となったが、アニメではラグを抹殺しようと発射したミサイルが、アトムによってコントロールを失い、屋敷ごと爆破してしまったため、素顔や経緯などの詳細は分からずじまいで終わった。
金三角
声 - 峰恵研（第20話） → 滝口順平（第36話）
自称、世界的有名な科学者ゴー・マンチュウの孫の孫の孫で大富豪。プークの変身能力を利用してウラニウム強奪を画する（第20話）。黄金の珊瑚群を発見、独占を企む（第36話）。
四角四面
声 - 屋良有作
金三角の部下。囚人番号13。金三角の命を受け、戸沢博士の脱獄を手がける。
サルタン
声 - 飯塚昭三
プルートウの主人。元はアラブのさる国のサルタンだったが国庫を湯水の如く浪費して国を追われた。本名チョチ・チョチ・アババIII世（オリジナル版では「アジン・アババIII世」）。アブーラ博士にプルートウを造らせ、アトムを含む世界の高性能7大ロボットを撃破させようと企む。
イキスギ博士
声 - 藤本譲
「二分の一システム」を考案したロボッティング選手権大会の専属トレーナー。当システムを内蔵したロボット猛獣サンドイッチを従えている。ウランに二分の一手術を施し、彼女を二体に分化する。興行主の会長（声 - 今西正男）と組んで、大会第３位のガーメランを用意して二分の一ウランと当たらせ、勝ち残ったガーメランを残りの二分の一ウランと組んで「復讐戦」と称して盛り立てて大儲けするイベントを企んだ。しかし、「二分の一システム」を導入すると個体とともにパワーもまた半減するデメリットを失念しており、大会は番狂わせとなってしまう。
原作および第1作では「雪杉」という姓だった。
バリバリ博士
声 - 八奈見乗児
エジプト陰謀団の首領である科学者。エジプト大帝国の構築を手始めにアフリカ大陸を征服する野望に取り憑かれる。製作したロボット・クレオパトラを本物のファラオと見せかけ、エジプト国民を操った。なお原作の「天馬博士のかつてのライバル」という設定は省かれ、また劇中には天馬博士は登場しなかった。
マゼブ博士
声 - 肝付兼太
ロボットのエネルギーを吸収する微生物を駆使して、科学省乗っ取りを企む「怪人マゼブ」。雲上に拠点を構え、季節外れの10月に微生物を成分とする大雪を降らせ、ロボットを外出不可に追い込み、エネルギー支配を目論む。精密機械局のエネルギーカプセル生産部門を狙って、科学省引き渡しをお茶の水博士に要求する。
リンドルフ博士
声 - 中村武巳
グロッタ共和国の地下要塞で、アトムのプロトタイプとなる中性子爆弾付き試作品設計図を基に少女型ロボット、ニョーカを制作した。盗まれた試作品設計図を入手すべくグロッタ共和国に潜入したアトムに与したニョーカに立腹し、ニョーカの頭部にある中性子爆弾起動スイッチを入れる。地下要塞に大量の量産ロボットを蓄積していたがアトムの働きで全壊した。その巻き添えで倒れた鉄柱の下敷きになったが、中性子爆弾の起動を止めることを条件にアトムに救出される。

### アトムの知り合ったゲスト・ロボットたち
ハムエッグ団長
声 - 永井一郎
アトムをだましてロボットサーカス団に連れてきた小悪党。
キャシー
声 - 吉田理保子
ロボットサーカス団に所属する人間のチアガール。本作でのアトムの名付け親。自分が初舞台の時に使用した赤いブーツをアトムに譲渡する。
トルネード
声 - 幹本雄之
高額なロボットサーカス団の花形ロボット。1万分の1秒まで測れるセコンドメーターを内蔵する。サーカス団のリーダー的存在だったが、オーバーホールを5ヶ月もされておらず、電子頭脳が550分1秒狂いを生じる。そのため電極ブランコを突破できず炎上、爆散する。
フランケンシュタイン
科学省精密機械局で制作された未完成の宇宙開拓用ロボット。落雷で暴走する。
ドロップ3号
声 - 肝付兼太
人間の言葉と18種類の動物の言葉が喋れる砂漠の保安官。
大魔王サターン
声 - 飯塚昭三
灰戸博士の用心棒ロボットで、ロボットランドのロボットたちの監視役を務める。ドラゴン型ロボットに乗って空を飛ぶ。
オデット姫
声 - 潘恵子
ロボットランドの「白鳥の湖」に所属する白鳥型ロボットで、女性に変形する。ロボットランドから脱走するもサターンに捕まってしまう。
光一
声 - 武岡淳一
亡父の設計した「白い惑星号」で、世界一周赤道レース6連勝に挑む若きレーサー。
光子
声 - 玉川砂記子
光一の妹。「白い惑星号」の電子頭脳を破壊されて自暴自棄に陥る兄を見かねて、お茶の水博士に代替案を申し出る。
ラグ
声 - 小原乃梨子
グラービア国で就任した世界初のロボット大統領。ロボットへの権利付与に反対するデッドクロス党に狙われる。
チュート・ハンパー
声 - 鎗田順吉
グラービア国の大統領秘書官。上半身と下半身が分離し、それぞれが独立して行動できる。
ダムダム
声 - 玄田哲章
マクスン博士の作った火星開拓用ロボット。頭部額に中性子ビーム砲が装備されている。お茶の水博士はこの頭部が危険だと判断して頭部を分離してしまう。そのためダムダムは失くした頭部を求めて東京中のロボット達を襲い、首狩りを始めてしまう（第1作では、ブロンX。ジェッターマルスのオープニングに悪役ロボットとして登場している）。
電光人間
声 - 菅谷政子
ロボット芸術大賞を受賞した少年型透明ロボット。通称「電光」。pHガラスで造られており、スポットを当てれば虹のように光って可視化する。無垢な性格をスカンクに付け込まれて拉致され、金品強奪に手を染める。
ロビオ
声 - 水島裕
日本ロボットグランプリ・レース制覇を目指すレーサー。井塩春三（いじおはるぞう）博士（声 - 増岡弘）が造ったロボット3兄弟の末弟。レース会場でロビエットと運命的な出会いをする。
ロビエット
声 - 佐々木由美子
矢似鳴太（やになった）博士（声 - 槐柳二）が造ったロボット4兄弟の末妹。ロビオと相思相愛になるが、数代にわたる仇敵同士である井塩・矢似両家の相克を嘆いている。
チボルト
声 - 木原正二郎
ロビエットの長兄。日本ロボットグランプリのレーサーでロビオの好敵手。正々堂々を旨とする性格で、グランプリのトップを制するも、自分の所属する矢似家のおかしたレース妨害を恥じてレース無効を提案。その直後、負傷のため爆死した。
オックス
声 - 屋良有作
ロビエットの次兄。両角を延ばした超音速パワーで、矢似邸に忍び込んだロビオを追い詰める。
モスキート
声 - 伊井篤史
ロビエットの三兄。潜水艦でレースを妨害するもアトムにかわされ、潜水艦もろとも爆死する。
ラード
声 - 中村秀利
ロビオの長兄。竜巻発生装置でレース妨害を行うもアトムに逆襲され爆死。
ドリル
声 - 安西正弘
ロビオの次兄。鼻がドリルになっており地中を動ける。ラードと共にレース妨害を図るが竜巻発生装置とともに爆死。
ケチャップ大尉
声 - 青野武
第2次火星資源調査隊を載せたクライス号の副長でアトムの副官。隊長に就任したのがロボットのアトムなのが不服で嫌がらせをするが、満身創痍で戦う隊長アトムの姿を見て、異星人の存在を嘲笑していた自らを恥じ嫌がらせを謝罪。異星人の母船に単機で特攻して散華した。戦闘後、アトムは上官として彼に敬礼で応えている。
レンコーン大尉
声 - 上田敏也
火星に在留した第1次調査隊隊長。本編の2年前、異星人の来襲を迎撃、調査基地を防衛基地にする旨を地球に打電するも却下される。結果、基地に放置され、現地で異星人と独力で闘っていた。
キャーベット
声 - 岡本茉莉
レンコーン大尉の妹。兄の無罪を立証するためクライス号に密航する。
星山ゲン
声 - 貴家堂子
アトムのクラスメート。愛称「ゲンキン」。航路管制衛星110から通学しており、四部垣たちに父を「宇宙の信号屋」とバカにされてイジメられる。そのため、父の仕事を嫌っており、密かに地上勤務を望んでいた。ある事件を期に管制官の仕事を務め上げ、自信を回復する。
星山ナオキ
声 - 仲木隆司
ゲンの父。非常時のロボット操作を憂い、単身で航路管制衛星110を管理する航路管制員。一人息子のゲンを宇宙通勤させている。スカンク一味の強襲で失明するも、輸送船カロリーナ３号の航行を息子ゲンやアトムと協力して成功させる。
ロビタＡ
声 - 小宮山清
航路管制を管理するロボット。スカンク一味の強襲で破損する。
オリオン108船長
声 - 緒方賢一
ナオキ管制員をねぎらう貨物船船長。
カロリーナ3号船長
声 - 塩見龍介
航路管制衛星110からの疫病発生のよる進路変更の信号により航路を変更するもそれは罠でスカンク一味に強襲される。ゲンの指示の下、メインエンジンを切ってカロリーナ3号の墜落を阻止した。
大福
声 - 鎗田順吉
ロボット排斥を訴える議員候補。スカンクと組んでアトム風船を打ち上げる。ロボットのために職場を追われ、病気の娘を治す金もなく亡くした過去を持つ。風船爆弾の効果で当選するも強盗幇助で逮捕される。ピストル自決を図るもお茶の水博士に諭され改心、アトムに謝罪する。
プーク
声 - 山本嘉子
戸沢博士が制作した未完成ロボット。ウラニウム精製を行う施設のある十字架島の小学校に通う。密輸組織の大ボス金三角の協力で脱獄した戸沢博士によって変身型ロボットとして完成する。あらゆる動物型に変形可能となるが、その代償としてウラニウム強奪に一役買うこととなる。他方、戸沢博士は金三角の正体を知り重症を負う。プークはウラニウム貯蔵庫の前でアトムと対峙するが、お茶の水博士が戸沢博士の重症を知らせ、博士の最期を看取った。博士の遺言を胸にアトムと共に金三角一味を撃退するも、この時に変形能力を喪失した。完成品としての唯一のアイデンティティを失って自暴自棄になるが、ただのロボットになった自分でも受け入れてくれたアトムに心を開いた。
戸沢博士
声 - 池水通洋
世界的なロボット工学の権威であると同時に、忍者の系譜を血筋に持つ科学者。プークをはじめ十字架島で稼働するロボットの生みの親。プーク完成のために公金に手を付けて収攬された。囚人番号18。囚人番号13こと四角四面と共に脱獄する。プークを変形ロボットとして完成するも、それが金三角の罠だったことに気が付き、反抗して重症を負う。プークに「戦え！」と言葉を遺して絶命する。
ミーニャ・ミハイロヴナ中尉
声 - 弥永和子
ソ連空軍中尉（女性）。本編の30年前、月探索ロケット「ウラル号」で月面裏側に着陸するも、がけ崩れのため航行不能となる。ロケットの破損と通信機器の故障のため地球と連絡がとれず、クレーターで自活。孤独な生活の中、ダイヤ鉱石を発見する。今際の際、イワンにダイヤ鉱石を託す。
イワン
ソ連最初の人型ロボット。月探索ロケット「ウラル号」にミーニャ中尉と共に乗り込む。ウラル号破損後は、クレーターで地下水を掘削するなど、ミーニャ中尉に協力する。鉱石発見後はダイヤのイヤリングをしている。死期が迫った中尉の介護を担い、彼女の最期を看取った。ラストプログラムである「介護」を墨守して、接したロボットや人間を愚直に介護しようとする。
西山成金
声 - 亀井三郎
月一周ツアーに出航する宇宙船タイタン号の旅客で元暴力団の幹部。タイタン号大破後、月クレーターに避難する。通信機器の故障で意気消沈していたが、機器が復旧すると豹変、ダイヤ鉱石の奪取を企む。ダイヤの耳飾りが埋葬されたミーニャ中尉の墓を荒らすもイワンに捕まり、「介護」の対象となって月に取り残された。
アナウンサー
声 - 村山明　
宇宙船タイタン号専属のアナウンサー。タイタン号大破後、月クレーターに避難する。当初は意気消沈していたが、ダイヤの話を聞いて目の色を変える。生死は不明。
樽井太　
声 - 松岡文雄　
会社経営者。救命艇の故障で意気消沈していた。が、救命艇の復旧後、イワンのダイヤの耳飾り強奪を企む。生死は不明。
ケンジ　
声 - 谷口節　
月一周ツアーに抽選で選ばれた新婚の男。当初、ノリコとともにハネムーンに酔いしれていた。西山や垂井同様、ダイヤの話に夢中になる。生死は不明。
ノリコ　
声 - 滝沢久美子　
月一周ツアーに抽選で選ばれた新婚の女。クレーターで非常事態になってから本性を現して、ツアーに誘ったケンジを責め、結婚を後悔する。樽井同様、イワンのダイヤの耳飾り強奪を企む。生死は不明。
トルー
声 - 山本圭子
南伊豆地殻研究所の助手ロボット。所長の堂本に制作された。アトムと似た少年型ロボットだが、飛行時は頭頂からプロペラを出して移動する。プロペラは強力な武器にもなりノコギリのように木々やコンクリートを切断、削岩することも可能。堂本所長より判断回路を操作されて反対のことを言うようにセットされており、大地震が来るなどのデマを流して街を混乱に陥れた。改心した堂本により回路は修復され、直後に本当の大地震が来ることを探知して街に知らせに行くも、もはや住民がトルーの言動を信じるはずもなく袋叩きにあい、機能を停止する。この際、トルーの身を案ずるこずえの問いかけには、忖度したアトムが代わりに応じた。終盤では修復のため、堂本が拘留されている警察署に運ばれたと思われる。
堂本
声 - 伊井篤史
南伊豆地殻研究所所長。トルーの製作者。本編の1年前に事故で妻を亡くし、娘のこずえも事故がもとで失明する。現代医学では失明が回復の見込みがないと知り、こずえの幼馴染であるトルーが彼女に真実を話すことを恐れて判断回路を逆にし、反対のことを言うように改良する。実験は成功し、こずえはトルーに励まされ力強く生きていけるようになった。しかし、反対のことを言う回路でトルーは「オオカミ少年」となってしまう。一連の事件を引き起こした容疑で警察に連行された。
堂本こずえ
声 - 高木早苗
堂本所長の一人娘。交通事故により母を失い、自らも全盲となるが、トルーの励ましで力強く生きている。トルーは幼馴染で全幅の信頼を置いている。
暴走族ガデム
リーダーの声 - 若本紀昭
街を荒らす暴走ロボット集団。アトラスが製造したロボットフットボールチームだったが「オメガ因子」を組み込まれたため謀反を起こし、リビアンを拉致した。チーム連携の機動力はおろか、単体でもかなりの戦闘力があるが、強敵に遭遇すると合体してムカデ型の大型ロボットとなる。アトムの愛犬ジャンプに重症を負わせるも、犬に偽装したアトムに逆襲されアジトで大破、リビアンも奪回される。アトラスは彼女を救った礼にジャンプを蘇生させる薬を獣医に渡した。
フォーレット
声 - 小山茉美
アルソア12番星から来た女の子。実体は植物型生命体。母星アルソアは水不足の危機にあり地球の代表に水を分けてもらう交渉をするために地球に来た。母星の爆発による消滅をアトムから聞いた直後、植物型の本体に戻って死ぬが、一年後に見事に花を咲かせる。
ロック
声 - 水島裕
23世紀のタイムパトロール員。不注意から15世紀のサファイア王子に重症を負わせてしまい、歴史を正常に戻すべくアトムとブラック・ジャックを迎えに来る。
ブラック・ジャック
声 - 野沢那智
ロックに請われ、15世紀モラビア王国に診療に行く。侍従長（声 - 上田敏也）に宝物殿の財宝を診療代としてあてがわれるが、別のものを報酬として受け取る。
ピノコ
声 - 堀絢子
助手としてブラック・ジャックに随伴。モラビア城内でウランと行動をともにする。
魔法大王ゴア
声 - 大木民夫
15世紀のモラビア王国を乗っ取って全欧州制覇を企む魔法使い。魔物型ロボットを駆使する。実は23世紀で指名手配されていた極悪人。
サファイア王子
声 - 岡本茉莉
モラビア王国王位継承者。馬で遠乗りをしているとき、突如現れたロックのタイムマシンの不手際で重症を負う。
サム・スタントン
声 - 中尾隆聖
アクションスター俳優、トム・スタントン（声 - 中尾隆聖/二役）の小型スタントロボット。トムのアクションシーンのほぼ全てをこなす。
クレオパトラ
声 - 幸田直子
エジプト大帝国女王となるためにバリバリ博士に制作されたロボット。”父”である博士と嘘をつけないロボットとしての良心の間で苦悩する。ロボットコブラを駆使してアトムから笏を奪回するも、葛藤は深まり、最期はバリバリ博士の野望を阻止するため、博士を道連れに自爆した。
シーザー
声 - 玄田哲章
クレオパトラを護るためにバリバリ博士に造られたロボット。博士の野望を阻止するため王位の象徴である笏をアトムに託すも、スカラベロボットに破壊される。
さくら
声 - 山田栄子
ダム中流で祖父（声 - 辻村真人）と一緒にロッジを営む少女。屋外に展示されている機関車デゴイチ（D51N29）に愛着を持ち毎日清掃している。暴風雨で中流ダムが決壊しロッジが危機に瀕した時、祖父にデゴイチの発進を促すも逡巡される。洪水が迫る中、祖父は意を決してデゴイチを発車させ、彼女は乗員の指揮を執った。頑丈な下流ダムに無事に到着後、力を使い果たしたデゴイチの無人運転装置の正体を知る。
プーラ
声 - 白川澄子
母象とともにロボットサファリ・パークに紛れ込んだ野生アフリカゾウの子象。名付け親はアトム。母象をハンターに誤殺され、商品として拉致されるところをアトムに救われる。殺人ロボット象ゾーラを退治した群れの一員として、自然に帰っていった。
ミツダ博士
声 - 寺島幹夫
電子生物学の権威。ミツバチの生産性をあげるため、ハチが繁殖する「ビー・アイランド」の地下にビー・シティを建設、中央部に女王蜂ユニットを置く。予測通り、当初はミツバチの生産性は向上するも、女王蜂の催眠電波は強力で人間をも奴隷としてしまい、手始めとしてミツダ自身が奴隷頭にされてしまう。事件解決後、自然や動物を自由に操ろうとした自分の傲慢さを恥じた。
ミツダミツル
声 - 白川澄子
ミツダ博士の息子。失踪した父を探しにビー・アイランドを訪れる。
RP3号
声 - 西川幾雄
ミツダ博士の世話をしていたお手伝いロボット。失踪後の2年間、毎日ミツダ博士を待っていた。ミツルとともに博士を探しにいく。
クイーン・メリー
声 - 北浜晴子
世界征服を狙う女王蜂ロボット。マイクロアンテナを内蔵した催眠ハリで人間やロボットを自由に操る。元々はミツバチの生産性をあげるため、ミツダ博士が制作したビー・シティーの司令ユニットだったが、催眠電波に従う人間を見るにつけ自我に目覚め世界征服を画策する。
ピピ
声 - 山本嘉子
海底牧場で働く人魚型ロボット。魚が産卵する”黄金サンゴの森”を子イルカ（声 - 山本圭子）と共に管理している。体長千メートルを超える電気エイのクラーケンに海林を荒らされ、対応に苦慮する。
ルミー
声 - 滝沢久美子
南洋の孤島ポチョムポチョム島に祖父（声 - 矢田稔）と共に捕らえられ、奴隷として働かされた少女。救助の手紙を入れた空瓶を入手したアトムによって、祖父共々救出される。一方、アトムはポチョムポチョムことロボット海蛇を退治した功で島の勇者となる。が、ルミーを優先する”勇者”を妬んだ原住民の娘ムウムウ（声 - 高島雅羅）によってアトムの首が斬られ、アトムがロボットとは知らない彼女は号泣する。後日、お茶の水小学校を祖父とともに訪れるが、二人が再会することはなかった。
原作では「ルミ子」という名前だった。また祖父は、初版ではヒゲオヤジの双子の弟だったが、単行本化の際、別キャラ（手塚スターの「ケリガン」）に変えられた。
キリー隊長
声 - 玄田哲章
地球防衛軍迎撃航空隊隊長。土星近くの宇宙ステーションに勤務していた弟（声 - 小滝進）を亡くし、ステーション爆破をアトラスの仕業と思い込む。オメガ因子に作用するスーパーオメガトロン砲を独自に開発し、アトラスを狙う。アトラスを仕留めるも直後、インベーダーと遭遇。地球に降下したインベーダーの先遣部隊と戦い全て撃墜するも戦力の３分の２を失う。アトラスへの誤解を謝し、絶望的な状況の中最後の戦力で敵本体への攻撃をかけ、散華した。
ホームスパン
声 - 富山敬
英国の私立探偵。ロンドンで「シャーロック・ホームスパン探偵事務所」を相棒のドクター・ワクチン（声 - 今西正男）とともに営む。元英国諜報部員で任務中に倉庫の爆発に巻き込まれて重症を負う。主治医の留守中、ロボット医師に頭以外機械にされた。そのためロボット全般に不信感を持つ。冥王星開発用に制作された人工太陽球が盗まれて暴走、太陽球の開発経緯を追ってお茶の水博士を訪う。お茶の水に化けて太陽球を操るメイスン一味に潜入。アトムの献身もあり、人工太陽球を無事に外宇宙に放出する。その最中、メイスン（声 - 筈見純）に頭部を撃たれるが、アトムの勇気ある言動を鑑みて態度を改め、ロボット化を受け入れた。
ブラックルックス
声 - 鈴置洋孝
ロボット専門ギャング団の少年ボス。ロボットへの偏見が激しい南極ペンギンランドを拠点とし、世界中に活動を展開する。幼少時に母をロボットに殺され、復讐に燃えてギャングとなった。ロボットを憎んでいた。実は捨て子で、看護婦ロボットのロザリンに育てられたが、本人は育ての母であるロザリンを人間と信じて疑わない。潔い性格で、アトムに敗北したら負けを認め仮面をとった。ロザリンの上司だった医師（声 - 千葉耕市）の尽力で母ロザリンは再生し、母子は邂逅することとなる。
ロザリン
声 - 宗形智子
南極ペンギンランドで勤務していた看護婦ロボット。人間の捨て子を育てた心優しいロボットで、人間と同等の母と認めてほしいがために公民権運動に参加、騒動に巻き込まれ破壊されてしまう。現地での復元が不可能と悟った彼女の勤務先の医師はお茶の水博士に部品を郵送し、修理を依頼。博士より未完成状態まで修復され、ペンギンランドに帰ってくる。残りの部品を保管していた医師によって完全復元された。息子ルックスと邂逅し、頑なだった彼の心を受けとめる。
ガロン
声 - 田中崇
異星人が球状形態で星間輸送中に、軌道事故で北アルプスに落ちた惑星改造用ロボット。アトムによる解析でロボット形態に組み直された。危険と判断した科学省から廃棄処分の方向で話が進んでいたが落雷で起動する。天の川博士に入手され、無人島で本来の使命である惑星改造をはじめる。その一環で大気の改造まで始めるが、「引力を１分間だけ改造しよう」とアトムに持ちかけられ承諾、重力の変調から凄まじい上昇気流を巻き起こし、引力圏外に飛ばされた。
ウー　
声 - つかせのり子
ロボット消防士。たった１回のミスで登録を取り消され廃棄処分となった「ガラクタ三銃士」の一人。何度も表彰歴のあるベテラン消防士だったが、ホースが燃えてしまうという致命的ミスをおかし解雇された。ロボット廃棄工場に送られたがボス・ロボット（声 - 稲葉実）に救出される。旧職場が気になって様子を伺い始めるが不審者として手配される。リリィ、ピタットと力を合わせて「ホッピング・プレーン号」を完成させ、就職活動に臨む。南の島のサルタン（声 - たてかべ和也）に雇用されそうになるが、サルタン秘書（声 -岡崎ミハル）の嫉妬や登録抹消もあって不採用になる。当局に登録を抹消されているため、就職活動もままならず３人で意気消沈していた。が、突如発生した大火災で身を捨ててエネルギーが尽きるまで活躍、モニター越しに元同僚の賞賛を得る。彼ら「ガラクタ三銃士」の活躍により、「ロボットスクラップ工場」は「ロボット再生工場」と名を変え、再生ロボットに活躍の場を与えることとなった。旧職場に復帰したと思われる。
リリィ
声 - 吉田理保子
ロボット看護婦。「ガラクタ三銃士」の紅一点。体が不自由な婦人（声 - 竹口安芸子）の世話をしていたが、飽きてきたという理由で事故を偽装され解雇された。ウー同様、就職活動に励むも、登録抹消のため途方に暮れる。火災事故で負傷者の介護にエネルギーが尽きるまで活躍する。その映像を旧主の婦人が視聴して驚いていた。旧主に再雇用されたと思われる。
ピタット
声 - 千葉繁
ロボット溶接工。「ガラクタ三銃士」の一人。腕の良い溶接工で社長（声 - 峰恵研）のお気に入りだったが、専門外の社長のリムジンを手配する仕事でミスをする。この失態をロボット販売のセールスマン（声 - 山田俊司）に付け込まれて解雇となった。ウーたちと同じく就職活動に励むも、同じ理由で苦悩する。突発した火災事故では部署ブロックの分割や結合の溶接に活躍する。地球に落下しかけたときはモニター越しに旧主の社長も心配していた。旧主に再雇用されたと思われる。
ルーペ
マゼブ博士に作られた宇宙ヒョウ。実態はロボットのエネルギーを吸収する微生物の 群体で、変幻自在に空間を移動する。ヒョウの姿はメタモルフォーゼによる擬態。自然のエネルギーは吸収できず、落雷の衝撃で消滅する。
ドクター・オズ
声 - 富田耕生
子供ランドのコンピューター。「神さまはどこに居るの」とのウランの質問に躊躇し暴走、自身を「神」と思い込む。全知全能を表明してランドの遊具を暴走させた。ウランの危機に駆けつけたアトムを翻弄するも、電源を切られ故障として修理に回された。
マリ
声 - 黒須薫
ウランの友だち。デパートのバーゲンセールに母親（声 - 松岡洋子）と来店していたところ、ウランと出くわす。おもちゃコーナーで遊戯用玩具とウランが同じだと彼女をからかい、ウランが反論してショーケースの破損などの被害が発生する。父親（声 - 納谷六郎）は娘と交際しないよう抗議するため、アトム邸に乗り込む。
月岡空港長　
声 - 北村弘一
宇宙ギャング団の跋扈に苦悩する宇宙空港R-45の責任者。子供が欲しくて息子の月男を制作したが、天馬博士の事例を反面教師に、成長に応じて1ヶ月ごとに個体を交換していた。不要になった個体は秘密裏に処分していたが、宇宙ギャング団に漏洩する。同時期、出自に疑いを持った月男に、彼がロボットである事実と過去の顛末を打ち明け、改めて息子月男に謝罪。月男と和解し、空港長を継続勤務することとなった。
月岡月男　
声 - 田中秀幸
月岡空港長の息子で衛星パトロール隊長。実はロボットで、成長に合わせ体を交換していたと父から打ち明けられる。血の一滴も出ない身体に月岡は苦悩するが、ギャング団の黒幕であるロースハムをアトムと共に逮捕した。出自を気にして職務の継続を逡巡するが、アトムの激励と宇宙空港からの表彰もあり、隊長職は父同様継続することにする。
ロースハム　
声 - 雨森雅司
ホテル王。宇宙ギャング団の黒幕で宇宙空港R-45の空港長ポストを狙っている。事が露見し捕縛の際、ロボットであることを論って月男に私刑を加えるがアトムの激励で月男は職務に覚醒、逃亡するもアトムに捕獲され、衛星パトロールに逮捕された。事件はメディアを通じて報道され、空港長には月岡が留任することになる。
ゼウース
声 - 神谷明
ロボット専門の壊し屋。ウランが憧れる金髪で端整な顔立ちのロボット。胸が散弾銃になっており、6枚の透明な羽を展開して飛翔する。電子頭脳は分離可能な別人格の小型ロボット。活動家のランプに脅迫され、社会で活躍するロボットを次々に襲撃するも、そんな日常に嫌気が差して電子頭脳は本体と分かれる。しかし小型で見た目がイマイチなため子供たちにいじめられていた。そこをウランに助けられ友人になることを望むが、ルックス第一のウランに袖にされてしまう。その後、本体に戻りロボット国連大使を狙うも、ウランを人質にしたランプに反抗して撃たれる。電子頭脳は本体から出てウランに頭脳回路だった自身の正体を明かす。友情を求めるウランに、自分の本体が端正だったから仲良くしたいのかと痛烈な皮肉を述べて、電子頭脳は本体に戻る。ランプから開放され、本来の輝きを取り戻して去っていった。ウランは自分の軽率さを反省した。
ランプ
声 - 大塚周夫
ロボット奴隷制を主張する活動家。ゼウースを脅迫して、社会的地位のあるロボットを攻撃ヘリで襲い次々と破壊する。活動の仕上げとしてロボット国連大使を襲撃するも、ウランを人質にしたことが仇となってゼウースに離反され、アトムに捕縛された。
クラウド船長
声 - 石田太郎
豪放磊落なバイキングの誇り高きリーダー。グルド博士の友人で近代装備された「バイキング号」の船長。博士指摘の場所で見つけた石版の古代ノルウェー文字に従い、グララ（選ばれたる聖なる王）を決闘で勝ち取り、聖地を捜索、発見する。オーディンの正体は千年前に異星から遣われた探査機で、捕獲したアトムを解体して自己修復しようとしていた事に動揺する。地球で修理を受けることを提案する。が、自己修復が古来の掟だと譲らぬオーディンに見切りをつけ、アトムを救出するが電撃で重症を負う。ザビに今が父の仇を取れるチャンスだと言うも彼に救出される。探索機にとどめをさしたアトムを賞賛して絶命、ザビの心にバイキング王の生き様を刻みつけた。
ザクロ王
声 - 緒方敏也
エイリーク王と共にグリーンランドに渡ってきたバイキングの子孫で現地の王を名乗っている。ザビ少年の父親。グララの地位をかけてクラウドと正々堂々の勝負をする。過去にも決闘は行っており、その時クラウドの右目と左腕を奪っている剛の者。決闘には敗北したが、健闘ぶりをクラウドから「真の勇者」と讃えられ、勇敢な父を持ったザビもまた褒められた。
ザビ　
声 - 間嶋里美
ザクロの息子。決闘を確実に行うため、クラウドに拉致されてバイキング号に監禁されていた。父の敗北後、グララへの共を自ら名乗りでる。探索の間、常にクラウドの命を狙っていた。命をかけて異星人の探索ロボットから自分たちを守ったクラウド王の生き様を目の当たりにし、父やクラウドのような強い男になることを心に誓う。
オーディン　
声 - 蟹江栄司
千年前にグリーンランドにやってきた異星人のロボット探査機。当時、文明化されていなかった現地人から神と祀りあげられ、自己修復の機会を待ち続けた。捕獲したアトムを解体して自己修復しようと目論む。電撃でアトムとクラウドを苦しめるが、修理復活したアトムに反撃され、硫黄溜に落ちて消滅した。
スフィンクス
声 - 弥永和子
マヤのピラミッドの守護神。ドン・ペレス博士が制作した守護ロボットで尾先がビーム砲になっている。アンペアの発掘隊に従うアトムは守護ロボットであることを知らずに彼女を倒してしまう。事件解決後、アトムは彼女の修復を試みる。
のっぽ
声 - 井上真樹夫
メキシコシティの潜入捜査官。捜査のためアンペア発掘隊の警護を務める。
ムッシュウ・アンペア 　
声 -糸博
発掘隊を率いる考古学者。遺跡調査のためお茶の水博士にアトムの助成を依頼した。野心家で冷凍睡眠装置に用いるウラニウムを狙っている。
ヘック・ベン　
声 - 山田俊司
アンペア の部下。財宝目当てで発掘隊に入隊した早撃ちの名手。アンペアを裏切ってウラニウムを強奪するも、別ルートから生還したのっぽたちに逮捕される。
サーブ　
声 - 山下敬介
アンペア発掘隊の一員。酒癖が悪く、ロボット法を盾にアトムをいじめる小悪党。
先生
声 -加藤治
アンペア発掘隊の顧問。ピラミッドの玄室でドン・ペレス博士の崇高な知的精神を目の当たりにしておのれが恥ずかしくなり、改心する。ペレス博士の冷凍カプセルを守ろうとしてアンペアの凶弾に倒れる。
ホセ・ペレス
声 - 上田敏也
ドン・ペレス博士の弟。現代文明を未来に伝えるため冷凍睡眠する兄が玄室で横たわるピラミッドの遺跡を発掘隊から守ろうとして当局と対立する。
山川五郎
声 - 増岡弘
ヒゲおやじの元同僚。中欧のさる村に日本語教師として赴任し、現地で民宿を営む。向きが変わると麓の村が全滅するという、山上の人面岩の伝説を信じる村人が地震の頻発で引っ越すことを嘆いている。事件解決後、湖底に横たわる人面岩を眺めつつ、旧友一行の無事を寿いだ。
火の玉小僧
声 - 井上瑤
少年型の掘削ロボット。アッシュ博士の助手を務める。博士に酷使され人間に不信感を持っている。頭部から２本の触手を出して電流をスパークさせてウランを楽しませた。人面岩の呪いでアッシュ博士が溺死しかけるのを見物していたが、アトムがエネルギーが尽きかけているにもかかわらず博士を救出しているのを見て改心、アトムと博士を救出する。事件解決後、アトムに自分のエネルギーカセットを渡すようウランに伝えて森に去っていった。
アッシュ博士
声 - 北村弘一
村の地下に眠っていると伝わるバイキングの財宝を密かに発掘している考古学者。山本の民宿に逗留しているが、別に古城をアジトにしている。火の玉小僧を使って地下を掘削し、そのため地震が頻発している。政府の調査隊が来る前に財宝をつきとめようと火の玉小僧を酷使する。バイキングの財宝を掘り当てるも、掘削で人面岩の地すべりを促し、財宝は村ごと湖底に沈んだ。人面岩の呪いで溺死しかけるが、アトムと火の玉に救助され謝罪する。※クレジットではマッチ
ニョーカ
声 - 岡本茉莉
グロッタ共和国で造られた美少女型ロボット。実はアトムの直前に、科学省の命令で天馬博士が設計・開発した、中性子爆弾内蔵ロボットの設計図から製作されており、アトムに非常に近い設計である。天馬博士はその設計図を没にして封印したが、何者かに奪われてしまい、アトムはグロッタ共和国に潜入、奪還を試みて運命の出会いをする。
しかし、内蔵の中性子爆弾の起爆シーケンスが始まることになり、爆発を停めるためにニョーカは下腿から先を残して分解されることになった。残された両足はアトムに移植されている。このため、アトムの足は女の子の形状であることが番組中で解説された。
「心を持つロボット」という根本のテーマを深く掘り下げた本作、アニメ第2作版の最後を飾る、手塚自身の脚本によるオリジナルキャラクターであり、アトムの分身とでも言うべき存在。但し、手塚自身が当初描いたデザインは「手塚キャラらしくない」というスタッフの意見があり、坂口尚がデザイン、クリーンナップしたものが使われている。
当時監督の石黒昇が主催するアートランドに所属していた美樹本晴彦がこの回の製作スタッフとして参加（本名の「佐藤晴彦」名）しており、ニョーカのデザインは後に『超時空世紀オーガス』のモームにインスパイアされている。

### お茶の水博士の友人科学者
灰戸博士
声 - 千葉耕市
お茶の水博士のライバル科学者。ロボットランドの設立者であるが、裏では武器密輸をしていた。
なお原作では用心棒サターンがアトムに撃破されると、ロボットランドのロボットに担ぎ出されてしまったが、アニメではサターンの撃破後にロボットに囲まれるも、その後のオデット姫からの手紙では「ロボットランドは住みよくなった」と書かれているだけで、博士がどうなったかは語られていない。
ブロンソン教授
声 - 村松康雄
シカゴでロボットサーカス団をお茶の水博士とともに鑑賞。ロボット人権宣言発布前夜にも関わらず、ロボットの前近代的な扱いに憤慨する。
根子股教授
声 - 千葉順二
武蔵野の自然開発工事中止を訴えていた科学者。自分の死を偽装し、愛猫のチリと同じ赤い猫の仮面を被って工事を止めようとした。さらに超音波催眠装置を使い、東京中の動物を操って暴れさせた。
マクスン博士
声 - 矢田稔
お茶の水博士のライバル科学者。ダムダムの作り主。
モス博士
声 - 辻村真人
第2次火星資源調査隊に参加させるべく、1ヶ月の教育訓練を施されたアトムを調査隊隊長に推挙する。第1条調査隊で発生した隊員同士の仲違いを鑑み、ロボットは感情をむき出しにしないというのが推挙理由だった。
神田博士
声 - 村越伊知郎
宇宙旅客船タイタン号を設計した宇宙科学者で、お茶の水博士の教え子。設計者としてタイタン号に乗船するもコンピューターの故障によりタイタン号は大破。最後の救命艇で西山たち旅客と月クレーターに脱出した。通信機器が故障して生存の危機となったが、アトムが氷を発見したことによりクレーターに空気が存在することを確信する。その後、通信機器を復旧させ、アトム、ヨシオ少年（声 - 松岡洋子）とともに地球に無事に帰還した（西山を除く他の遭難者4名は生死不明）。
フーラー博士
声 - 神山卓三
減少著しい野生動物に代わりに、動物生態観察とハンティングへの需要に応えるためにロボットサファリ・パークを開園したヤリ手の科学者。金の亡者で、顧客であるハンターの刺激を満たすために殺人ロボット象ゾーラを開発するも、暴走を許してしまう。事件解決後、ロボットサファリ・パークは閉園となったが、海洋サファリでの一儲けを考え、お茶の水博士を呆れさせた。
ドブロフ博士
声 - 納谷悟朗
アンチ・プロトン砲の開発者であり、この砲が惑星開発に必要であると頑なに信じる科学者。軍籍を持ち階級は大佐。60乗分の1のパワーに調整してアンチ・プロトン砲を月に照射するも、その威力の大きさに驚愕した国連事務総長（声 - 増岡弘）と科学者連は使用に反対されたため、独断で宇宙艇にアンチ・プロトン砲を装備して木星に行き、衛星アマルフィアに発射を試みる。
天の川博士
声 - 青野武
惑星改造用ロボットのガロンに興味を抱いた天文学者。外宇宙の神秘を解き明かす野心に取り憑かれており、当局からひそかに入手したガロンを無人島に運び、ガロンの生まれ故郷と同じ環境に作り替えることを企む。命令通り、無人島を改造するガロンは様々な恩恵を博士にもたらすが、周辺の空気までも故郷と同じ組成に作り替える。この予期せぬ事態に救急対応が間に合わず窒息死した。その後、ガロン改造された殺人大気は地球全体に広がり続ける未曾有の危機を招いてしまう。
グルド博士
声 - 小野丈夫
グリーンランド、ゴットホープ在住の科学者でバイキングの子孫。「氷河に及ぼす宇宙電波の影響について」の論文でお茶の水博士の賞賛を得ていた。グリーンランドにエイリーク王が来たときオーディン神を祀ったが、その時ご神体と一緒に黄金を埋めたという。その在処をつきとめるようアトムとお茶の水博士に遺言を残す。

### プルートウと対戦相手他
それぞれ原作で設定されたキャラで、第1作の同エピソードにも出ているが、特に巨大ロボットであるモンブラン・ブランドー・ヘラクレスに関してはデザイン変更がされている。
プルートウ
声 - 森川公也
サルタンの命令でアブーラ博士に造られた、100万馬力を誇る地上最大のロボット。「世界の王者」として君臨するため、世界の高性能ロボット6体を倒した。両角から放電する他、電磁性サタンビームのバリアでビーム攻撃から身を守る。空間移動の際は上半身を回転させて滑空する。命令に忠実である一方で騎士道精神を重んじ、受けた恩は必ず返すなど義理に厚い。阿蘇山火口でのアトムとの最終決戦では、活性化した火山の噴火を留めるため、アトムと協働して噴火を止めた。その喜びからアトムを認め、彼との戦いを拒否する。その直後に出現した、自らの2倍の馬力を持つボラーとの戦いで圧倒され自爆装置が起動、爆死した。冷静沈着だが、ウランと気が合い、最後まで気にかけていた。
モンブラン
声 - 笹岡繁蔵
スイスの山岳案内ロボット。朴訥な性格だが力は世界一と言われている。13万5千馬力。プルートウの最初の餌食。角からの放電で爆死する。
ノース2号
声 - 鈴置洋孝
スコットランドの誇り高き執事ロボット。チェス型だが収納腕が3組6本あり、さらにスペアの工具ハンドも6本ある。破壊力は世界一と言われている。主人であり製作者でもある城主の博士（声 - 石森達幸）の命令でプルートウを捕獲しようとするも、逆に撃破される。
ブランドー
声 - 田中幸四郎
トルコのロボット力士で、モンブランの親友。力はモンブランに勝るとも劣らず、格闘技は世界一。親友の仇をとるためアトムとプルートウの戦いに割って入り、敗れはするもプルートウの両腕を破損させ、機能不全にまで追い込む。この破損でプライドを傷つけられたサルタンとアブーラ博士は負けたときのために自爆装置をプルートウに組み込む。
ゲジヒト
声 - 山田俊司
ドイツのロボット警察官。体はゼロニウム製で、あらゆる光線が効かない。プルートウを逮捕すべく、頭の光線角に捕まるも、引き離されて真っ二つに。彼の死はアトムに恐怖心を抱かせ、お茶の水博士に自分を100万馬力に改造するよう懇願する。※クレジットではゲジビー
ヘラクレス
声 - 玄田哲章
ギリシャの騎士道を重んじるロボット刑事。右手に長槍、左手に音波を発生させる円形盾を持ち、戦闘馬車で空を駆ける40万馬力の勇士。プルートウを空から襲うが、左腕をもがれ、槍まで返される。ヘラクレスは敵から返還された武器を使うことを恥じ、古代の戦士の死に様を模して道連れ自爆を図る。が、プルートウは傷一つ付かなかった。
エプシロン
声 - 中村秀利
オーストラリアのエアーズロック近郊で孤児を引き取って世話する心優しいロボット保父。幼児に慕われており、子供たちのためにも負けられないと闘志を燃やす。太陽光がエネルギー源の光子ロボットであることから、暴風雨の日に襲撃される。一瞬の勝負にかけては電光石火の早技の持ち主だが、彼を探しに来た幼児を救おうとして隙ができ、プルートウに敗れる。
ボラー
アブーラ博士が密かに建造し、阿蘇山上の山塊に格納していた200万馬力の怪ロボット。アトムとの戦闘を拒否したプルートウの前に出現、圧倒的なパワーでプルートウを自爆へと追い込む。その後、アトムと交戦するが内部に侵入され、破壊された。
なお、原作およびアニメ第1作ではずんぐりした巨体とノッペリとした顔のロボット（色はモノクロでは白、漫画のカラー版では赤）だったが、本作では色は赤と黒を基調とし、鳥を模した双頭の姿に変更されている。胴体中央後部にある尻尾を巻きつけて車輪を形成し、脚部を収納することで高速走行形態となる。更には左右に分離して、その間に相手を挟んで叩き潰すと言う技まで追加されている。原作のボラーはプルートウの爆発に巻き込まれて滅んだが、本作のボラーはプルートウの爆発にさえ傷一つ付かないほど頑丈だった。
アブーラ博士
声 - 石丸博也
プルートウを作った科学者。奸計に長けている。その正体はサルタンの召使いロボットで、サルタンの命でプルートウを作るも、主サルタンの野心を砕き愚かさを悟らせるために、あえてボラーを作った。なお、原作およびアニメ第1作ではボラーを作った時に「ゴジ博士」と名乗り、仮面を被って偽装していた。
ナレーション
声 - 大木民夫
第25話のアバンタイトルと、エピローグのナレーター。エピローグにて、第24、25話で破壊されたプルートウを含む高性能ロボット7体の安息を、鎮魂詩で葬送した。

## スタッフ
- 原作・メインキャラクターデザイン - 手塚治虫
- 企画 - 吉川斌（日本テレビ）
- プロデューサー - 武井英彦（日本テレビ）、山本智（手塚プロダクション）
- 音楽 - 三枝成章
- 美術監督 - 石津節子
- 撮影監督 - 菅谷信行
- 録音監督 - 中野寛次
- 音楽ディレクター - 鈴木清司
- プロデューサー補 - 山川紀生
- 文芸担当 - 寺田憲史
- 監督 - 石黒昇
- 動画チェック - 吉村昌輝、山崎茂、吉沢政江、篠崎俊克、辻佳宏、宇田八郎、高橋正、保田康治、杉山京子、簗田由美
- 色指定 - 川崎智子、井上悦子、鈴城留美子、鈴木一海
- 仕上検査 - 平山礼子、中間秀美、伊藤幸世、篠原和子、金原芳治、松葉美沙子
- 特殊効果 - 田崎正夫、前川孝、田中芳夫
- 美術補 - 熊谷聡、脇威志
- 編集 - 井上和夫、坂本雅紀
- タイトル - タイトル87
- 録音技術 - 前田仁信
- 音響効果 - 倉橋静男
- 設定デザイン - 尾中学、清水恵蔵、小和田良博
- メカデザイン - 青井邦夫、錦織正宣、清水恵蔵、小和田良博
- 設定進行 - 小熊公晴
- 制作進行 - 土屋貴彦、松崎義之、井上博明、下平好則、三浦亨、宇田川益弘、川崎健司、竹山澄夫、鈴木一海、山脇秀隆、久保田稔、秋田健作、靱矢直人、近藤篤弘、須永司、中村実
- 文芸進行 - 宮本昌孝
- 制作事務 - 浅野加寿
- 制作資料 - 久保田稔
- 制作デスク - 土屋貴彦
- 演出助手 - 小熊公晴、小笠原輔則、石田普一
- プロダクションマネージャー - 松谷孝征
- 録音制作 - 東北新社
- 現像 - 東洋現像所
- 制作 - 日本テレビ、手塚プロダクション

## 主題歌
オープニングテーマ「鉄腕アトム」
作詞 - 谷川俊太郎 / 作曲 - 高井達雄 / 編曲 - 三枝成章 / 歌 - アトムズ
樋口康雄に依頼した曲が没になり前作オープニングテーマのアレンジバージョンとなっている。バックバンドが前作のブラスメインに対して、ドラムセットで強くテンポを打つロック曲調になっている。
通常エンディングテーマ「未来に向って 〜ニュー鉄腕アトム〜」（第1話 - 第13話、第15話 - 第29話、第31話 - 第44話、第46話 - 第52話）
作詞 - 手塚治虫 / 作曲・編曲 - 三枝成章 / 歌 - ANKH
特別エンディングテーマ「ウランのテーマ」（第14話、第30話、第45話）
作詞 - 荒木とよひさ / 作曲・編曲 - 三枝成章 / 歌 - ウランズ
※ウランがメインとなる回で使用。
これら3曲を収めたEPレコードがフォーライフ・レコードから発売された。後にCDもリリースされた。
オープニングテーマになる予定だった曲「地球の歌」は、樋口康雄が企画したアルバム『ミュージック・フォー・アトム・エイジ』に収録されている。

## 各話リスト
| 話数 | 放送日         | サブタイトル                            | 脚本              | コンテ          | 演出                  | 作画監督   |
| ---- | -------------- | --------------------------------------- | ----------------- | --------------- | --------------------- | ---------- |
| 1    | 1980年 10月1日 | アトム誕生                              | 手塚治虫          | 手塚治虫        | 手塚治虫 安濃高志     | 正延宏三   |
| 2    | 10月8日        | アトム対アトラス                        | 手塚治虫          | 石黒昇          | はしもとなおと        | 正延宏三   |
| 3    | 10月15日       | ロボットサーカス                        | 杉江慧子          | 石黒昇          | 安濃高志              | 正延宏三   |
| 4    | 10月22日       | クラスメートを救え!                     | 山崎晴哉          | 山谷光和        | 出﨑哲                | 清水恵蔵   |
| 5    | 10月29日       | アトム対アトラス・2 アトラス復活        | 荒木芳久          | 樋口雅一        | 安濃高志              | 西村緋禄司 |
| 6    | 11月5日        | ロボットランド                          | 高橋良輔          | 横山裕一郎      | はしもとなおと        | 吉村昌輝   |
| 7    | 11月12日       | フランケンシュタイン                    | 荒木芳久          | 矢沢則夫        | 矢沢則夫              | 森田浩光   |
| 8    | 11月19日       | 赤いネコ                                | 杉江慧子          | 永樹凡人        | 小笠原輔則            | 飯野皓     |
| 9    | 11月26日       | アトム対アトラス 3 砂漠のクリスタル     | 手塚治虫          | 山谷光和        | 安濃高志              | 正延宏三   |
| 10   | 12月3日        | 白い惑星号                              | 出﨑哲            | 出﨑哲          | 出﨑哲                | 清水恵蔵   |
| 11   | 12月10日       | ロボット大統領                          | 金子裕            | 樋口雅一        | 石田晋一              | 飯野皓     |
| 12   | 12月17日       | ダムダムの首                            | 高橋良輔          | 森田浩光        | 森田浩光              | 森田浩光   |
| 13   | 12月24日       | 電光人間                                | 高屋敷英夫        | 森田浩光        | 森田浩光              | 森田浩光   |
| 14   | 1981年 1月7日  | ウランはおてんば娘                      | 金子裕            | 山谷光和        | はしもとなおと        | 西村緋禄司 |
| 15   | 1月14日        | ロビオとロビエット                      | 金子裕            | 永樹凡人        | 宮崎一哉              | 飯野皓     |
| 16   | 1月21日        | 火星隊長                                | 星山博之          | 永樹凡人        | 宮崎一哉              | 飯野皓     |
| 17   | 1月28日        | スペースシャトルSOS                     | 松崎健一          | 石黒昇          | 石黒昇                | 正延宏三   |
| 18   | 2月4日         | アトム対アトラス 4 恐怖のすい星         | 山崎晴哉          | 山谷光和        | 出崎哲                | 清水恵蔵   |
| 19   | 2月11日        | 悪魔の風船                              | 五十嵐ひろみ      | 永樹凡人        | 宮崎一哉              | 飯野皓     |
| 20   | 2月18日        | 十字架島のプーク                        | 山崎晴哉          | 内田薫          | 安濃高志              | 正延宏三   |
| 21   | 2月25日        | イワンのバカ                            | 高屋敷英夫        | 森田浩光        | 森田浩光              | 森田浩光   |
| 22   | 3月4日         | うそつきロボット                        | 高橋良輔          | 矢沢則夫        | 矢沢則夫              | 森田浩光   |
| 23   | 3月11日        | アルソアから来た少女                    | 星山博之          | 永樹凡人        | 宮崎一哉              | 飯野皓     |
| 24   | 3月18日        | 地上最大のロボット・前編                | 山崎晴哉          | 石黒昇          | はしもとなおと        | 西村緋禄司 |
| 25   | 3月25日        | 地上最大のロボット・後編                | 山崎晴哉          | 石黒昇          | 安濃高志              | 西村緋禄司 |
| 26   | 4月1日         | アトム対アトラス 5 暴走族ガデム         | 手塚治虫          | 手塚治虫        | 出崎哲                | 清水恵蔵   |
| 27   | 4月8日         | ブラックジャックの大作戦                | 手塚治虫          | 石黒昇          | 宮崎一哉              | 飯野皓     |
| 28   | 4月29日        | ちびロボサムの大冒険                    | 金子裕            | 石黒昇 吉田浩   | 石黒昇                | 正延宏三   |
| 29   | 5月6日         | アトム対アトラス 6 氷の中の帝王         | 山崎晴哉          | 山谷光和        | 安濃高志              | 西村緋禄司 |
| 30   | 5月13日        | ウランちゃんとウランちゃん              | 金子裕            | 石黒昇          | はしもとなおと        | 正延宏三   |
| 31   | 6月3日         | 嵐の中を突っ走れ!                       | 高屋敷英夫        | 出崎哲          | 出崎哲                | 清水恵蔵   |
| 32   | 6月17日        | クレオパトラの謎                        | 高橋良輔          | 永樹凡人        | 宮崎一哉              | 飯野皓     |
| 33   | 7月1日         | アトム対アトラス 7 地下鉄大暴走         | 山崎晴哉          | 石黒昇          | 出崎哲                | 清水恵蔵   |
| 34   | 7月8日         | 子象プーラ                              | 城山昇            | 石黒昇          | 秋山勝仁              | 宇田川一彦 |
| 35   | 7月15日        | ミツバチ島の秘密                        | 金子裕            | 山谷光和        | 宮崎一哉              | 飯野皓     |
| 36   | 7月22日        | クラーケンの怪物                        | 皿田明            | 石黒昇          | 安濃高志              | 正延宏三   |
| 37   | 8月5日         | ポチョムポチョム島のルミー              | 城山昇            | 西村緋禄司      | はしもとなおと        | 正延宏三   |
| 38   | 8月19日        | アトム対アトラス 8 衛星破壊！プロトン砲 | 山崎晴哉          | 石黒昇          | 出崎哲 はしもとなおと | 清水恵蔵   |
| 39   | 9月2日         | 盗まれた太陽                            | 高屋敷英夫        | 永樹凡人        | 宮崎一哉              | 飯野皓     |
| 40   | 9月16日        | ブラックルックス                        | 高橋良輔          | 高橋良輔        | 石黒昇                | 吉村昌輝   |
| 41   | 9月23日        | 魔神ガロン                              | 村野守美 石黒昇   | 村野守美 石黒昇 | 出崎哲 はしもとなおと | 清水恵蔵   |
| 42   | 10月14日       | 進め!ガラクタ三銃士                     | 藤川桂介          | 西村緋禄司      | 安濃高志              | 正延宏三   |
| 43   | 10月21日       | アトム対アトラス 9 アトラスよ永遠に     | 山崎晴哉          | 石黒昇          | 出崎哲 はしもとなおと | 清水恵蔵   |
| 44   | 10月28日       | 宇宙ヒョウ                              | 金子裕            | 山谷光和        | 宮崎一哉              | 飯野皓     |
| 45   | 11月4日        | ウランちゃんの神様                      | 城山昇            | 石黒昇          | 石黒昇                | 吉村昌輝   |
| 46   | 11月11日       | 宇宙空港R-45                            | 手塚治虫          | 手塚治虫 石黒昇 | 正延宏三              | 正延宏三   |
| 47   | 11月18日       | 飛行船 危機一髪!                        | 藤川桂介          | 永樹凡人        | 宮崎一哉              | 飯野皓     |
| 48   | 11月25日       | 人面岩                                  | 杉江慧子          | 永樹凡人        | 宮崎一哉              | 飯野皓     |
| 49   | 12月2日        | ウランは殺し屋が好き                    | 城山昇            | 安濃高志        | 笠原達也              | 樋口善法   |
| 50   | 12月9日        | オーディンの大魔境                      | 手塚治虫 山崎晴哉 | 西村緋禄司      | 出崎哲 はしもとなおと | 清水恵蔵   |
| 51   | 12月16日       | スフインクスの怒り                      | 手塚治虫 石黒昇   | 石黒昇          | 宮崎一哉              | 飯野皓     |
| 52   | 12月23日       | アトムの初恋                            | 手塚治虫          | 石黒昇          | 石黒昇                | 正延宏三   |

## 放送局
熊本放送、宮崎放送と個別に出典が提示されているもの以外は1981年11月中旬 - 12月上旬時点のものを使用。
系列は放送当時のもの。遅れネット局含む。
| 放送対象地域   | 放送局         | 放送日時                                                          | 系列                                         | 備考                                                                                           |
| -------------- | -------------- | ----------------------------------------------------------------- | -------------------------------------------- | ---------------------------------------------------------------------------------------------- |
| 関東広域圏     | 日本テレビ     | 水曜 19:00 - 19:30                                                | 日本テレビ系列                               | 製作局                                                                                         |
| 北海道         | 札幌テレビ     | 水曜 19:00 - 19:30                                                | 日本テレビ系列                               |                                                                                                |
| 岩手県         | テレビ岩手     | 水曜 19:00 - 19:30                                                | 日本テレビ系列                               |                                                                                                |
| 宮城県         | ミヤギテレビ   | 水曜 19:00 - 19:30                                                | 日本テレビ系列                               |                                                                                                |
| 新潟県         | テレビ新潟     | 水曜 19:00 - 19:30                                                | 日本テレビ系列                               | サービス放送開始の1981年3月25日から                                                            |
| 山梨県         | 山梨放送       | 水曜 19:00 - 19:30                                                | 日本テレビ系列                               |                                                                                                |
| 静岡県         | 静岡第一テレビ | 水曜 19:00 - 19:30                                                | 日本テレビ系列                               |                                                                                                |
| 中京広域圏     | 中京テレビ     | 水曜 19:00 - 19:30                                                | 日本テレビ系列                               |                                                                                                |
| 近畿広域圏     | 読売テレビ     | 水曜 19:00 - 19:30                                                | 日本テレビ系列                               |                                                                                                |
| 鳥取県・島根県 | 日本海テレビ   | 水曜 19:00 - 19:30                                                | 日本テレビ系列                               |                                                                                                |
| 広島県         | 広島テレビ     | 水曜 19:00 - 19:30                                                | 日本テレビ系列                               |                                                                                                |
| 香川県         | 西日本放送     | 水曜 19:00 - 19:30                                                | 日本テレビ系列                               | 当時は岡山県内中継局未設置                                                                     |
| 愛媛県         | 南海放送       | 水曜 19:00 - 19:30                                                | 日本テレビ系列                               |                                                                                                |
| 高知県         | 高知放送       | 水曜 19:00 - 19:30                                                | 日本テレビ系列                               |                                                                                                |
| 福岡県         | 福岡放送       | 水曜 19:00 - 19:30                                                | 日本テレビ系列                               |                                                                                                |
| 青森県         | 青森放送       | 水曜 19:00 - 19:30                                                | 日本テレビ系列 テレビ朝日系列                |                                                                                                |
| 山口県         | 山口放送       | 水曜 19:00 - 19:30                                                | 日本テレビ系列 テレビ朝日系列                |                                                                                                |
| 大分県         | テレビ大分     | 水曜 19:00 - 19:30                                                | フジテレビ系列 日本テレビ系列 テレビ朝日系列 |                                                                                                |
| 福島県         | 福島中央テレビ | 木曜 17:00 - 17:30（第26話まで） 水曜 19:00 - 19:30（第42話から） | 日本テレビ系列                               | 1981年11月から1982年5月までの再放送枠で全話放送。1981年9月まではテレビ朝日系列とのクロスネット |
| 秋田県         | 秋田放送       | 木曜 17:30 - 18:00                                                | 日本テレビ系列                               |                                                                                                |
| 富山県         | 北日本放送     | 木曜 17:00 - 17:30 → 水曜 17:00 - 17:30                           | 日本テレビ系列                               | 1980年10月9日ネット開始。一旦中断を経て1982年6月16日まで放送。                                 |
| 福井県         | 福井放送       | 金曜 18:00 - 18:30                                                | 日本テレビ系列                               | 1980年10月17日より放送開始するも1981年4月24日打ち切り                                          |
| 徳島県         | 四国放送       |                                                                   | 日本テレビ系列                               |                                                                                                |
| 山形県         | 山形放送       | 木曜 17:00 - 17:30 → 日曜 7:00 - 7:30                             | 日本テレビ系列 テレビ朝日系列                |                                                                                                |
| 新潟県         | 新潟総合テレビ | 木曜 17:20 - 17:48                                                | フジテレビ系列 日本テレビ系列 テレビ朝日系列 | 1981年3月まで                                                                                  |
| 鹿児島県       | 鹿児島テレビ   | 月曜 17:45 - 18:15                                                | フジテレビ系列 日本テレビ系列 テレビ朝日系列 |                                                                                                |
| 長野県         | 信越放送       | 金曜 17:25 - 17:55                                                | TBS系列                                      | テレビ信州では放送せず。                                                                       |
| 石川県         | 北陸放送       | 木曜 17:00 - 17:30                                                | TBS系列                                      | 1981年2月5日から1982年2月11日まで放送。                                                        |
| 長崎県         | 長崎放送       |                                                                   | TBS系列                                      |                                                                                                |
| 熊本県         | 熊本放送       | 木曜 19:00 - 19:30                                                | TBS系列                                      | 27話で打ち切り                                                                                 |
| 宮崎県         | 宮崎放送       | 木曜 19:00 - 19:30                                                | TBS系列                                      |                                                                                                |
| 沖縄県         | 琉球放送       |                                                                   | TBS系列                                      |                                                                                                |

## 映像ソフト化
- 1997年2月8日、パイオニアLDCから本作を収録したVHSビデオ『鉄腕アトム（カラー版）感動編』上下巻が発売された。
- 2001年10月25日と2002年1月25日には、ユニバーサル・ピクチャーズ・ジャパンからDVD-BOX全2巻が発売。2009年9月18日と同年10月23日にも、ジェネオン・ユニバーサル・エンターテイメントジャパンからDVD-BOX全2巻が発売された。
- 2013年12月11日と2014年3月12日には、キングレコードから初のBlu-ray BOXとなる『鉄腕アトム Blu-ray Special Box』上下巻が発売された[51]。

## ネット配信
2019年7月26日からYouTubeの「手塚プロダクション公式チャンネル」で、本作の期間限定無料配信が行われていた。その後2020年4月7日から同年5月7日まで同チャンネルで全話が再配信、2021年4月1日から同年6月23日まで同チャンネルで4話まとめて配信、2023年4月8日・2024年10月17日から前回と同じ形式で配信されている。
2021年5月9日からは、YouTubeの「アニメログ」からも毎日1話ずつ配信されている。